# Fundación César Egido Serrano

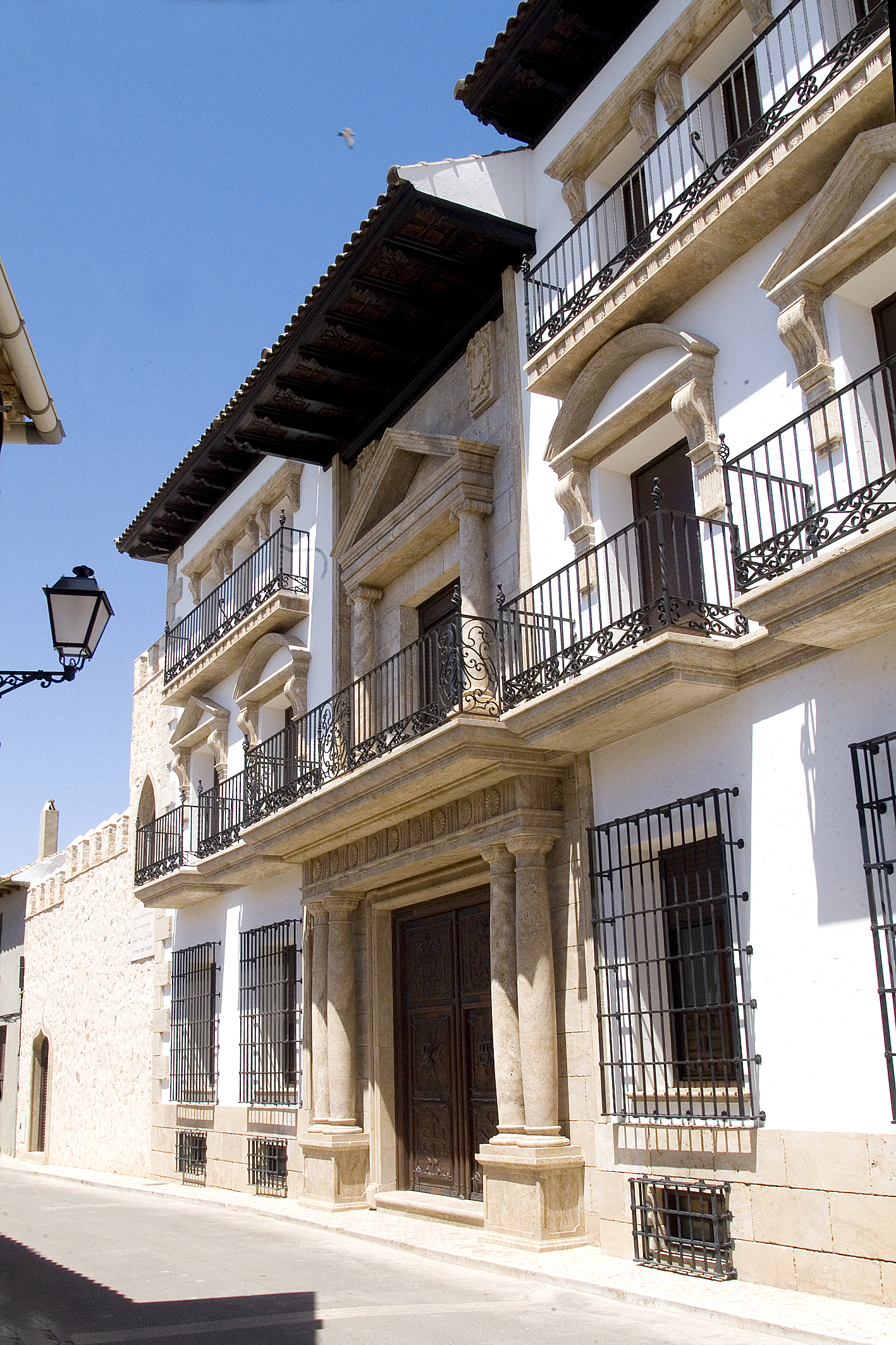
Sede de la Fundación César Egido Serrano y Museo de la Palabra.

La Fundación César Egido Serrano es una Fundación sin ánimo de lucro, cuyos fines son propiciar la convivencia entre culturas y religiones diferentes.
Fundada por César Egido Serrano, fue constituida el 25 de marzo de 2009 e inscrita en el registro de fundaciones el 14 de mayo de 2010.
la Fundación organiza el Concurso Internacional de Microrrelatos Museo de la Palabra, que es el premio mejor dotado por palabra.

## Actividades
- La Fundación posee como patrimonio el Museo de la Palabra en Quero, Toledo, que realiza el Concurso Internacional de Microrrelatos Museo de la Palabra, con 20.000 Dólares de premio al microrrelato ganador.

- La Fundación César Egido Serrano fue candidata a los Premios Príncipe de Asturias de la Concordia en el año 2013.[4]

- Una delegación de la Fundación fue recibida en audiencia por la Princesa de Asturias, Doña Letizia Ortiz.[5]

- En reconocimiento a aquellas personas que han contribuido a la cultura, la política o la sociedad, la Fundación ha creado la Cofradía de Caballeros de Don Quijote, de la cual forman parte personas como Luis María Ansón,[6] La Embajadora de Guinea Ecuatorial en España, Dña. Purificación Angue Ondo,[7] Ignacio Elguero de Olavide, Antonio Lamela y Joaquín Araújo entre otros.

- En 2014, la Fundación, mediante un convenio de colaboración con la Consejería de Educación de Castilla-La Mancha financió los premios “Mira al Mundo que te escribe”, en el que participaron 3.638  alumnos de Primaria y de Educación Secundaria de centros educativos de Castilla-La Mancha.[8]

- La Fundación realiza habitualmente una donación de las antologías que publica con los microrrelatos ganadores, como ya hiciera con los ejemplares del libro "Más Allá de la Medida", que contiene los 200 microrrelatos finalistas de la I Edición del Concurso de Microrrelatos a las bibliotecas de Castilla-La Mancha.[9]

## Concurso de Microrrelatos
En su I Edición, se recibieron 3.682 microrrelatos de 44 países diferentes, y un jurado compuesto por Cristina Alberdi, la condesa de Latores, Shlomo Ben Ami, Juan Cruz, Ignacio Ferrando, Paloma Mayordomo, Miguel Ángel Mellado, César Antonio Molina, Carmen Posadas, Javier Sagarna y presidido por el director del Museo de la Palabra, Alfonso Fernández Burgos, entregó el premio a la argentina María Soledad Uranga.

En la II Edición, se ampliaron los idiomas en los que se podía participar, pudiendo ser estos: castellano, inglés, árabe y hebreo, se incrementó la cuantía del premio en 20.000$ y se crearon tres Accésits en aquellas lenguas distintas a la ganadora. Como resultado, se recibieron 14.253 microrrelatos de 89 países. El Jurado estuvo formado por Juan Luis Cebrián, Luis Alberto de Cuenca, Ignacio Elguero, Antonio Lamela, Joaquín Leguina, Manuel Llorente, Gloria Lomana, Eduardo Mendicutti, Enrique Múgica, José Manuel Otero Lastres, Pedro Piqueras, Raúl del Pozo, Vicente Tirado y Asunción Valdés, y presidido por el director del Museo de la Palabra, Alfonso Fernández Burgos.

En la III Edición del Concurso Internacional de Microrrelatos "Museo de la Palabra", participaron 119 países con 22.571 microrrelatos. En esta ocasión, el Jurado estuvo formado por 21 Embajadores de algunos de los países participantes en el Concurso, como son: D. Jérôme Bonnafont, Embajador de Francia, D. Tadeu Soares, Embajador de Portugal, D. Francisco Bustillo Bonasso, Embajador de Uruguay, D. Pietro Sebastiani, Embajador de Italia, D. Satoru Satoh, Embajador de Japón, D. Yuri.P. Korchagin, Embajador de Rusia, D. Franciscos Verros, Embajador de Grecia, D. Paulo Cesar de Oliveira Campos, Embajador de Brasil, D. Rudolf Lennkh, Embajador de Austria, D. Cornelis Van Rij, Embajador de Países Bajos, Dña. Cecilia Julin, Embajadora de Suecia, D. Ghassan Almajali, Embajador de Jordania, D. Hilal Bin Marhoon salim Al Maamari, Embajador de Omán,  D. Kostadin Kodchabachev, Embajador de Bulgaria, D. Neven Pelicaric´, Embajador de Croacia, D. Jan Skoda, Embajador de Eslovaquia, D. Altai Efendiev, Embajador de Azerbaiyán, D. Norman García Paz, Embajador de Honduras, D. Patrick Van klaveren, Embajador de Mónaco, D. Antonis Toumazis, Embajador de Chipre, Dña. Aminta Buenaño, Embajadora de Ecuador, D. Marcial Marín Hellín, Consejero de Educación, Cultura y Deportes de Castilla la Manchay D. Fernando Jou, Delegado del Gobierno de Castilla-La Mancha. 

En la IV Edición del Concurso Internacional de Microrrelatos han participado 35.609 relatos, de 149 países.